# Kościół Znalezienia Krzyża Świętego w Wilnie
Kościół Znalezienia Krzyża Świętego w Wilnie – kościół położony na skraju Wilna (6 km od centrum miasta) w dzielnicy Werki przy ulicy Kalvarijų g. 327 (przed 1945 – Kalwaryjskiej). Zbudowany został w latach 1662–1669 jako drewniany kościół pielgrzymkowy, przebudowany w latach 1755–1770 na murowany.

## Historia kościoła i założenia kalwaryjskiego
W XVII w. popularne stały się w Rzeczypospolitej pielgrzymki do Ziemi Świętej. Ponieważ jednak przedsięwzięcie to było bardzo drogie i dostępne w związku z tym tylko dla nielicznych, rozpoczęto budowę krajowych Kalwarii, przeznaczonych dla tych, których nie stać było na pielgrzymkę. Jako pierwsza powstała Kalwaria Zebrzydowska, a po niej następne: Kalwaria Wejherowska, Kalwaria Pacławska, Góra Kalwaria i inne.
Nowy zwyczaj szybko dotarł na ziemię wileńską. W 1662 biskup wileński Jerzy Białłozor postanowił zbudować Kalwarię, jako znak wdzięczności Bogu za  ocalenie Wilna w 1660 w czasie wojny polsko-rosyjskiej. Powołana została specjalna komisja pod kierownictwem biskupa Gotharda Tyzenhauza. Wydzielono około 170 ha ziemi. Zaproszono zakon dominikanów i rozpoczęto budowę Drogi Krzyżowej. Początkowo zbudowano jedynie drewniany kościół.
Biskup Białłozor nie doczekał się zakończenia prac, jako że zmarł w 1665. W 1664 jednak sam przebył Drogę Krzyżową w Wielki Piątek, choć kaplice nie były jeszcze zbudowane. 9 czerwca 1669, w Dniu Zesłania Ducha Świętego, jego następca biskup Aleksander Kazimierz Sapieha, poświęcił pierwsze kaplice i wysypał ziemię przywiezioną z Jerozolimy.

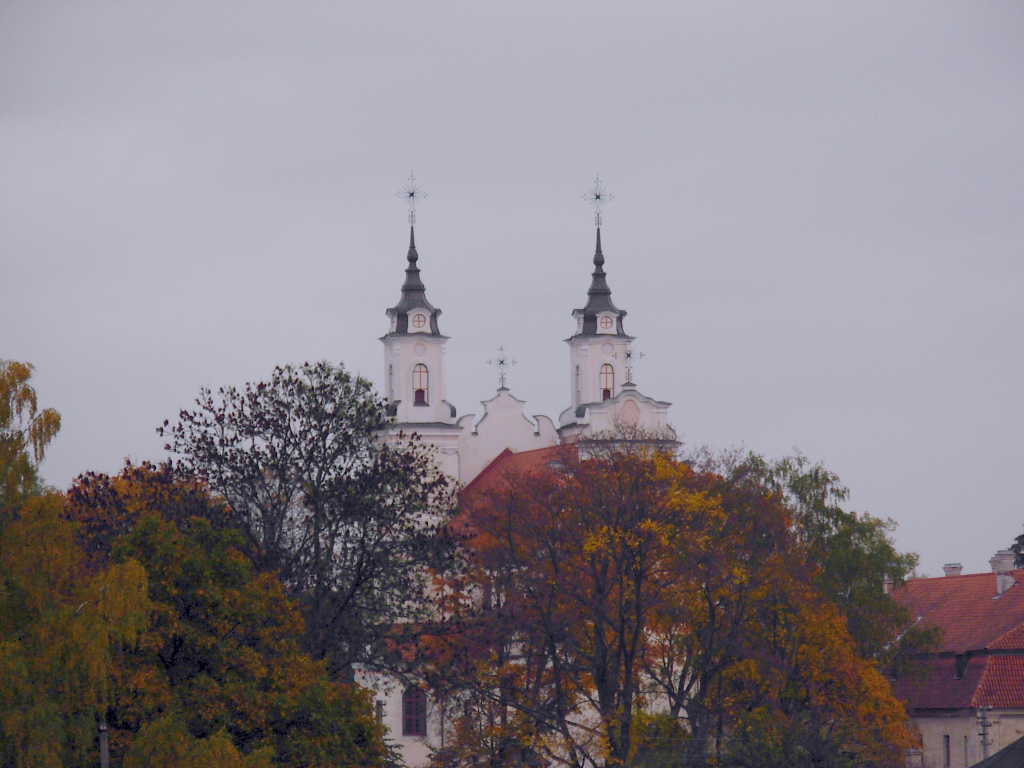
Kościół Kalwaryjski pośród zieleni

Zespół kalwaryjski został wkomponowany we wspaniały, zróżnicowany widokowo krajobraz, zlokalizowany (wówczas) poza miastem na południowo-zachodnich obrzeżach miejscowości Werki i składał się z kościoła Znalezienia Krzyża Świętego z klasztorem dominikanów oraz 20 murowanych kaplic, 1 drewnianej, 1 murowanej bramy, 7 drewnianych bram i cmentarza.
W 1755 dominikanie postanowili przebudować kościół na murowany. Zadanie to powierzyli Janowi Krzysztofowi Glaubitzowi. Powstała budowla w stylu rokokowym ze strzelistymi wieżyczkami i prezbiterium zwieńczonym ozdobnym szczytem. Do położonego na wzgórzu kościoła prowadziły od strony Wilii monumentalne, kamienne schody. Glaubitz wzniósł również mały budynek klasztorny o typowym dla tych czasów dachu mansardowym.
W 1770 (według innych źródeł w 1772), znów w Dzień Zesłania Ducha Świętego, były poświęcone ponownie odbudowane stacje Drogi Krzyżowej.
Kościół został częściowo zniszczony w 1812 przez armię napoleońską i później odrestaurowany. Klasztor dominikanów został zamknięty w 1850.
Założenie kalwaryjskie przetrwało wszystkie zawieruchy dziejowe aż do 1962, kiedy to litewski architekt Jonas Rimanstas Glemža podjął decyzję o wyburzeniu kaplic kalwaryjskich. W marcu 1963 zniszczono wszystkie kaplice, z wyjątkiem czterech, które stały w pobliżu kościoła. Obawiano się ich rozebrać, gdyż mógłby runąć kościół.
W maju 1990, już po odzyskaniu przez Litwę niepodległości rozpoczęto pracę nad odbudową kaplic. Najpierw zebrano materiały ikonograficzne i zdjęcia. Następnie przeprowadzono badania archeologiczne, zrobiono projekty i dopiero potem rozpoczęto odbudowę. Prace trwały 12 lat i po 40 latach, w maju 2003 ponownie poświęcono wszystkie stacje odbudowanej Drogi Krzyżowej.

## Architektura
Kościół Znalezienia Krzyża Świętego jest uważany za jedno z najwybitniejszych dzieł Glaubitza. Jego fasada jest podzielona gzymsami na trzy kondygnacje, ozdobiona pilastrami i smukłymi oknami i zwieńczona barokowymi wieżyczkami i wolutowym szczytem. Półkolistą apsydę też zamyka szczyt wolutowy. Wnętrze jest trzynawowe, z szeroką nawą główną i wąskimi bocznymi, o wystroju rokokowym i barokowym. Kościół posiada cenne XVIII-wieczne zdobienia: w nawie głównej malowidła ścienne, ambonę i chrzcielnicę w stylu rokoko; w zakrystii płaskorzeźby stiukowe.